# Robert Nanteuil

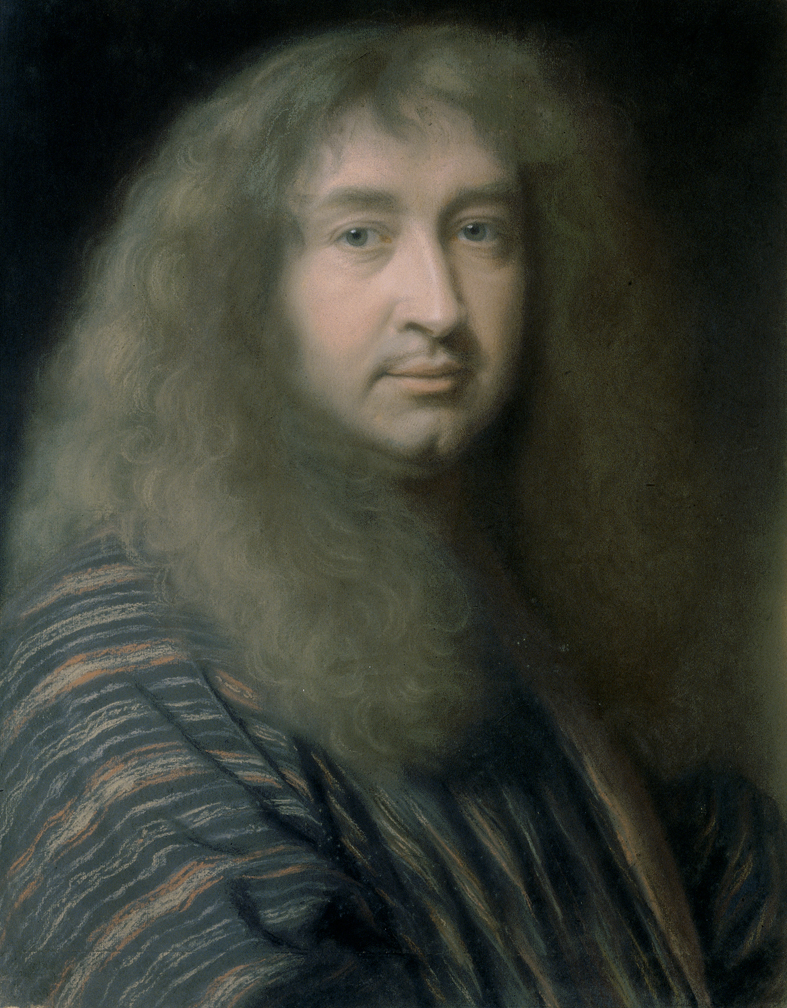
Robert Nanteuil, en un autorretrato al pastel (Florencia, Galería de los Uffizi).

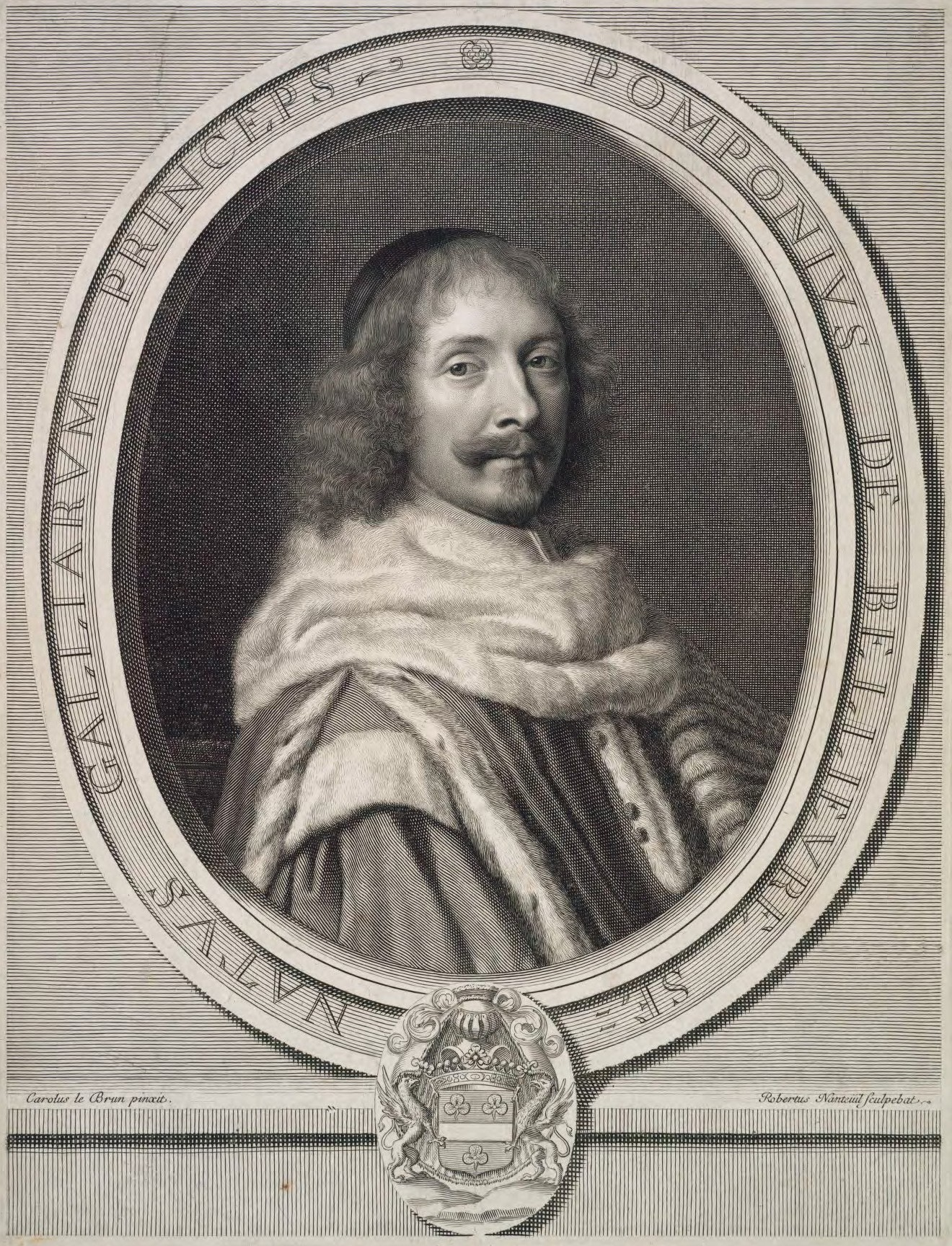
Retrato de Pompone de Bellièvre, según Charles Le Brun.

Robert Nanteuil (Reims, 1623 - París, 9 de diciembre de 1678) fue un pastelista y grabador francés. 

## Vida
Nació en Reims en 1623 (o, según otras fuentes, en 1630), hijo de un mercader. Estudió Filosofía en Reims pero a edad temprana se formó como grabador, pues consta que ya lo era cuando defendió su tesis en 1645. 
Estudió grabado con su cuñado Nicolas Regnesson, con cuya hermana se casó en 1646. En 1647 se mudó a París, donde trabajó con el grabador Abraham Bosse y el pintor Philippe de Champaigne.
Sus dibujos a carboncillo y grabados pronto le proporcionaron reputación, y llegó a ser el retratista más solicitado de su época. Fue nombrado diseñador y grabador de cámara del rey Luis XIV. Se atribuye a la influencia de Nanteuil que este rey firmó un edicto en 1660, en San Juan de Luz, según el cual el arte del grabado fue separado de las artes mecánicas, de modo que sus profesionales empezaron a gozar de los mismos privilegios de los restantes artistas. 
La clientela de Nanteuil incluyó al rey, al Cardenal Richelieu, a la reina Cristina de Suecia y abundantes aristócratas de alto rango y personajes notables. Entre sus retratos más logrados se cuentan los de Pompone de Bellièvre, Gilles Ménage, Jean Loret, el duque de La Meilleraye y la duquesa de Nemours.
Tuvo varios discípulos, como Pieter van Schuppen y Domenico Tempesti.

## Obra
Las imágenes grabadas por Nanteuil, varias de las cuales son retratos casi a tamaño natural, ascienden a unas 300. En sus inicios imitó la técnica de sus predecesores, trabajando con líneas rectas en las sombras, que variaba en grosor pero no cruzaba, tal como hacía Claude Mellan, y en otras imágenes empleó trazos cruzados como hizo Regnesson, o introdujo punzadas a la manera de Jean Boulanger; pero progresivamente definió su propio estilo, modelando las caras con la máxima precisión. Empleó varios tipos de toque para los tejidos y otras partes.